# رودز
رودز (به اسپانیایی: Rodas) یک منطقهٔ مسکونی در کوبا است که در استان سیینفوئگوس واقع شده‌است. رودز ۵۵۲ کیلومتر مربع مساحت و ۳۳٬۴۷۷ نفر جمعیت دارد و ۲۵ متر بالاتر از سطح دریا واقع شده‌است.